# Милић Радовановић Младен
Милић Радовановић Младен (Винча, код Тополе, 25. септембар 1920 — Врбица, код Аранђеловца, 10. фебруар 1944), учесник Народноослободилачке борбе и народни херој Југославије.

## Биографија
Рођен је 25. септембра 1920. године у селу Винча, код Тополе. Након завршене гимназије, уписао је Медицински факултет у Београду. Током студија, повезао се са револуционарним студентским покретом и био активан у његовом деловању на Београдском универзитету. Као активан члан студентског покрета, 1940. године је постао члан Комунистичке партије Југославије (КПЈ).
Након окупације Краљевине Југославије, априла 1941. године, Младен се вратио у родни крај, где је од јула 1941. године активно учествовао у организовању устанка. Када је формиран Први шумадијски партизански одред, постао је његов борац и учествовао је у свим борбама Одреда на територији Шумадије. На почетку Прве непријатељске офанзиве, Немци су 2. септембра 1941. године извршили претрес његове куће у којој су открили технику Окружног комитета СКОЈ-а. Након тога су запалили кућу, а његовог оца Милутина и техничара Јосипа Шнерсона, који је радио у техници, су убили и њихова тела бацили у пламен куће. Том приликом био је рањен Младенов брат, који је касније погинуо као партизански борац у Босни, док су му мајка и сестра одведене у логор.
Када се главнина партизанских снага повукла у Санџак, новембра 1941. године, Младен је с групом бораца остао на терену Шумадије с циљем да ради на даљем организовању ослободилачке борбе. Као политички радник, он је радио на подизању морала код преосталих партизанских група, уливајући веру у поновни долазак јачих партизанских снага у Шумадију. Пробијајући се кроз шумадијска села у веома тешким условима, када су окупаторске и квинслишке снаге сваку наклоњеност према Народноослободилачком покрету (НОП) кажњавале смрћу. Младен је склањао испред непријатељских потера преживеле борце и много је допринео да се сачува доста бораца и партијских активиста.
Већ у пролеће 1942. године поново су се чуле партизанске пушке у Шумадији. Исте године, Младен је постао члан Окружног комитета КПЈ и секретар Окружног комитета СКОЈ-а за Крагујевачки округ. Током 1942. и 1943. године, активно је радио на стварању нових и обнављању старих партијских и скојевских организација. Под његовим руководством почео је да излази и омладински лист, који је позивао на мобилизацију омладине у борбу против окупатора. Јула 1943. доживео је тешку породичну трагедију, јер су му четници поново запалили кућу и заклали мајку Станицу и сестру Десанку.
Погинуо је 10. фебруара 1944. године у селу Врбици, код Аранђеловца, у борби против припадника Српске државне страже (СДС).
Указом Президијума Народне скупштине Федеративне Народне Републике Југославије, 5. јула 1951. године, проглашен је за народног хероја Југославије.
Његово име носи једна улица у Крагујевцу. Године 1971. испред Виноградареве куће у Тополи, у којој се тада налазио Музеј „Топола у Народноослободилачком рату”, постављен је споменик „Камени букет”, рад вајара Милије Глишића који представља четири камене бисте, односно главе израђене у мермеру. То су бисте четири народна хероја из тополског краја — Даринке Радовић, Софије Ристић, Милана Благојевића Шпанца и Милића Радовановића. Такође његово име носио је и средњошколски центар у Тополи, данас Средња школа „Краљ Петар Први”, испред чије зграде му је 1970. године постављена бронзана биста, рад вајара Стеван Боднарова.